# Голлі Стівенс
Голлі Стівенс (англ. Hollie Stevens), справжнє ім'я — Тіа Кідвелл (англ. Tia Kidwell); 4 січня 1982, Міссурі — 3 липня 2012, Сан-Франциско) — американська акторка та фотомодель.

## Кар'єра
Знімалася в порно і у фільмах категорії B. Довгий час працювала моделлю для журналу «Girls & Corpses». Лауреатка премії «AVN Awards» (2004).
За даними на 2020 рік, Голлі Стівенс знялася в 326 порнофільмах.
У квітні 2011 року у Голлі був діагностований рак молочної залози, а в серпні того ж року Стівенс пройшла мастектомію. 4 червня 2012 року з ознаками ускладнення від раку доставлена в один з госпіталів Сан-Франциско (штат Каліфорнія, США), де було виявлено, що Стівенс страждає від тяжкого зневоднення після хімієтерапії і має два тромби. 8 червня стало ясно, що хвороба смертельна і лікарі повідомили, що їй залишилося від кількох тижнів до 3-х місяців. 10 червня акторка одружилася зі своїм давнім коханим Еріком Кешем у конференц-залі шпиталю.
Померла 3 липня 2012 року, через 3 тижні після вироку лікарів і одруження.

## Нагороди та номінації
- AVN Awards 2004 — «краща групова лесбійська сцена» за The Violation of Jessica Darlin[9] (разом з Джесікою Дарлін, Крістал Рей, Бренді Лайонс, Лані Мур, Флік Шагвелл і Ешлі Блу).
- AVN Awards 2004 номінація — «краща групова сцена» за The Bachelor (разом з Стівен Сент-Круа, Taylor Lynn, Роксі Джезель, Fallon Sommers, Jezebelle Bond, Ханна Харпер і Аврора Сноу)[15].